# Alan Gaglojev
Alan Edoeardovitsj Gaglojev (Ossetisch: Гаглойты Эдуарды фырт Алан, Russisch: Алан Эдуардович Гаглоев) (Tschinvali, 6 februari 1981) is een Zuid-Ossetische politicus en voormalige KGB-officier. Hij werd op 8 mei 2022 gekozen tot 5e president van Zuid-Ossetië, een Georgische afscheidingsregio en zelfverklaarde republiek die niet door Georgië en de meerderheid van de internationale gemeenschap erkend wordt en de facto onder Russische controle staat. Gaglojev was tussen februari 2020 en februari 2023 voorzitter van de Nychas-partij.

## Biografie
Alan Gaglojev werd op 6 februari 1981 geboren in een arbeidersgezin in Tschinvali, hoofdstad van de Zuid-Ossetische Autonome Oblast in de Georgische Sovjetrepubliek. Hij slaagde in 1997 cum laude voor zijn eindexamen op een speciale middelbare school in Tschinvali. Tussen 1997 en 2002 studeerde hij tegelijkertijd Economie en Rechten aan de Staatsuniversiteit van Zuid-Ossetië. Nog tijdens zijn studie ging hij werken voor het Ministerie van Economische Ontwikkeling van de Republiek Zuid-Ossetië, als hoofdspecialist van de afdeling voor ondersteuning van het midden- en kleinbedrijf en het antimonopoliebeleid, waar hij tot 2004 werkte. Na zijn afstuderen trad hij in dienst van het Staatsveiligheidscomité (KGB) van Zuid-Ossetië waar hij vanwege politieke ambities in 2017 met pensioen ging met de rang van luitenant-kolonel. Gaglojev nam actief deel aan de gewapende  Georgisch-Osseetse confrontaties in 2004 en de oorlog in 2008.

## Politiek
In 2017 maakte Alan Gaglojev een carrièreswitch toen hij de Zuid-Ossetische KGB verruilde voor de politiek. Hij stelde zich in maart van dat jaar als partijloze kandidaat voor de presidentsverkiezingen van 2017. Na deze verkiezingen richtte hij in 2018 tevergeefs de Alaanse Unie op, werd in 2019 als onafhankelijk districtskandidaat in het parlement gekozen, om in 2020 leider van de Nychas-partij te worden. In winter 2022 stelde hij zich voor de tweede keer kandidaat voor het presidentschap, ditmaal namens de Nychas-partij.

### Presidentsverkiezingen 2017
De verkiezingscampagne van 2017 werd verstoord door de luidruchtige pogingen van voormalig president Edoeard Kokojti om mee te mogen doen, iets dat de verkiezingscommissie weigerde die daarin gesteund werd door de rechtbank. Gaglojev bleef wat op de achtergrond, waardoor de strijd met slechts drie kandidaten ging tussen president Leonid Tibilov] en parlementsvoorzitter Anatoli Bibilov, leider van de regerende partij Verenigd Ossetië. Gaglojev sprak zich vlak voor de verkiezingsdag uit tegen een politiek van confrontatie en voor gerechtigheid en respect voor elkaar waarbij politiek leiders het goede voorbeeld geven. De verkiezing werd in één ronde beslist in het nadeel van Gaglojev die 10,2% van de stemmen kreeg achter president Tibilov (33,7%) en winnaar Bibilov (54,8%). Op 21 april 2017 droeg Tibilov het presidentschap over aan Bibilov.
De hoofdsponsor van de verkiezingscampagne van Alan Gaglojev zou volgens Caucasian Knot familielid Micheil Gaglojev geweest zijn, die voorzitter was van de Raad van Bestuur van Tempbank. De VS plaatste deze bank en diverse bestuurders, inclusief Micheil Gaglojev, in 2014 op de sanctielijst vanwege het faciliteren van sanctieontduiking in relatie tot Syrië. In 2017 werd de Russische banklicentie ingetrokken.

### Presidentsverkiezingen 2022
In maart 2022 werd Alan Gaglojev geregistreerd als kandidaat namens de Nychas-partij in een deelnemersveld van vijf kandidaten, terwijl er twaalf waren geweigerd. Oppositiekandidaat Alan Gaglojev had in de campagne forse kritiek op het beleid van de herkiesbare Anatoli Bibilov zoals de toegenomen wetteloosheid, problemen met de scheiding der machten, de rechterlijke macht, het zwakke lokale zelfbestuur (van de districten), de sociale ongelijkheid en corruptie waarbij Russische staatsdonaties in de zakken van de machthebbers verdwijnen. Verder laakte hij het voorgestelde referendum over aansluiting bij Rusland. Gaglojev stelde dat Bibilov "onze Russische collega's in deze situatie sleept, waardoor de Russische Federatie in diskrediet wordt gebracht en anti-Russische sentimenten in de republiek ontstaan. Ik denk dat de huidige autoriteiten van Rusland, vertegenwoordigd door president Vladimir Vladimirovitsj Poetin, nog steeds bezig zijn met andere zaken, die serieuzer zijn".
Gaglojev won de eerste ronde van Bibilov met 38,6%. Een tweede ronde op 8 mei 2022 besliste de verkiezing in het voordeel van Gaglojev die won met ruim 54% van de stemmen. De verkiezingscommissie bepaalde zijn inauguratie op 24 mei 2022.
In een eerste interview met het Russische TASS verklaarde Gaglojev op 11 mei 2022 dat hij een signaal uit Moskou verwacht voor het houden van een referendum over Zuid-Osseetse aansluiting bij Rusland wanneer de tijd daar klaar voor is. Hij merkte daarbij op dit geen eenrichtingsproces is, en dat Rusland te maken heeft met "geopolitieke problemen en een speciale operatie uitvoert in Oekraïne om neonazistische formaties te elimineren". Tegelijkertijd liet hij er geen misverstand over bestaan dat de toekomst van Zuid-Ossetië in Rusland ligt, en niet in Georgië. Hij ziet geen ruimte voor dialoog noch samenwerking met Georgië, totdat het land bepaalde politieke beslissingen neemt om "verscheidene kwesties" bespreekbaar te maken. Op 30 mei, zes dagen na zijn beëdiging, schorste Gaglojev het referendum over aansluiting bij Rusland.